# Kristina Jakobsson
Kristina Jakobsson, född 1955, är en svensk Professor och specialistläkare på
avdelningen för samhällsmedicin och folkhälsa vid Göteborgs universitet. Hon har tidigare tjänstgjort som överläkare och docent i arbets- och miljömedicin vid Lunds universitet.

## Publikationer i urval
- 1993 - Colorectal Cancer and Non-Malignant Respiratory Disease in Asbestos Cement and Cement Workers: Studies on Mortality, Cancer Morbidity and Radiographical Changes in Lung Parenchyma and Pleura (dissertation, Lunds universitet, ISBN 91-628-0991-1)
- 2006 - Barn, miljö och hälsa: rapport från Skåne, Blekinge, Halland och Kronobergs län.
- 2011 - Relationship between commuting and health outcomes in a cross-sectional population survey in southern Sweden. Om pendlingens effekter på hälsan.
- 2012 - Miljöns betydelse för sociala skillnader i hälsa (tillsammans med Maria Albin och Anders Djurfeldt)